# Davis Cup 2023
Davis Cup 2023, oficiálně se jménem sponzora Davis Cup by Rakuten 2023, byl 111. ročník nejdůležitější týmové soutěže mužů v tenise. Do ročníku nastoupilo 156 družstev, v jejichž rámci se představilo 839 tenistů. Překonán tak byl rok starý rekord 145 národních celků. Globálním partnerem soutěže hrané v rámci okruhu ATP Tour se počtvrté stala japonská společnost Rakuten působící v sektoru elektronického obchodování. Kanada jako obhájce titulu vypadla ve světovém čtvrtfinále s Finskem.
Reformu formátu Davis Cupu, přijatou v srpnu 2018, zastřešila investiční skupina Kosmos, která během 25 let plánovala do soutěže investovat tři miliardy dolarů. Pro nenaplnění očekávání z nového schématu však Mezinárodní tenisová federace v lednu 2023 oznámila ukončení spolupráce s Kosmosem a opětovné převzetí správy nad Davisovým pohárem. Ruský tým pod hlavičkou Ruské tenisové federace byl s Běloruskem v březnu 2022, po zahájení ruské invaze na Ukrajinu, vyloučen z mezinárodních tenisových soutěží včetně Davis Cupu. Zákaz startu pokračoval i v roce 2023.
Prvním hracím termínem se stal rozšířený víkend 3. až 5. března, kdy se konalo kvalifikační kolo a baráže obou světových skupin. Základní skupiny finálového turnaje pro 16 účastníků navázaly během týdne od 12. září. Závěrečná vyřazovací fáze finále ukončila ročník v listopadu podruhé ve španělské Málaze. První a druhá světová skupina probíhaly o víkendu 15. až 17. září. V každé z nich i přidružené baráži bylo hráno dvanáct vzájemných duelů do tří vítězných bodů ve dvou dnech, se čtyřmi dvouhrami a čtyřhrou jako v pořadí třetím utkáním. Kontinentální zóny 3. , 4. a 5. skupin měly formát jednotýdenních základních bloků a barážové nástavby o konečné pořadí, s dvěma dvouhrami a jednou čtyřhrou, do dvou vítězných bodů. Poprvé v historii soutěže byla zavedena 5. skupina. Všechny zápasy se konaly na dvě vítězné sady se závěrečným tiebreakem, vyjma třetího setu čtyřhry hraného ve formě 10bodového supertiebreaku. Kapitáni mohli do týmu nominovat až pět hráčů. Ve schématu zápasů domácí–hosté bylo odehráno 60 mezistátních utkání, z toho deset v nižších kontinentálních skupinách.
Druhý titul vybojovala Itálie po finálové výhře 2–0 nad Austrálií. Navázala tak na zisk „salátové mísy“ z roku 1976 a stala se jedenáctým vícenásobným šampionem soutěže. V závěrečné listopadové fázi finále tým vítězů tvořili Jannik Sinner, Lorenzo Musetti, Matteo Arnaldi, Lorenzo Sonego a Simone Bolelli. Čtvrtý hráč světa Sinner zůstal neporažen, když ovládl tři dvouhry a jednu čtyřhru. V semifinále odvrátil tři mečboly srbské světové jedničce Djokovićovi, jejichž proměnění by znamenalo vyřazení Italů.

## Finále

### Skupinová fáze
- Místo konání: Unipol Arena / Bologna, AO Arena / Manchester, Arena Gripe / Split, Pavelló Municipal Font de Sant Lluís / Valencie
- Datum: 12.–17. září 2023
- Povrch: tvrdý (hala)
- Formát: Šestnáct týmů vytvořilo čtyři čtyřčlenné skupiny, v nichž hrál každý s každým. Družstva z prvních dvou míst každé skupiny postoupila do listopadové vyřazovací fáze hrané od čtvrtfinále.[2]

Finále se zúčastnilo šestnáct týmů:
- 2 finalisté 2022 (Kanada, Austrálie)
- 2 týmy na divokou kartu (Itálie, Španělsko)
- 12 vítězů únorového kvalifikačního kola 2023

| Účastníci | Účastníci  | Účastníci | Účastníci      | Účastníci | Účastníci |
| Austrálie | Česko      | Finsko    | Francie        |           |           |
| Chile     | Chorvatsko | Itálie    | Jižní Korea    |           |           |
| Kanada    | Nizozemsko | Srbsko    | Spojené státy  |           |           |
| Španělsko | Švédsko    | Švýcarsko | Velká Británie |           |           |
| --------- | ---------- | --------- | -------------- | --------- | --------- |

#### Základní skupiny
|  | postup do vyřazovací fáze |

| Skupina | 1. místo       | 1. místo | 1. místo | 1. místo | 2. místo  | 2. místo | 2. místo | 2. místo | 3. místo      | 3. místo | 3. místo | 3. místo | 4. místo    | 4. místo | 4. místo | 4. místo |
| Skupina | tým            | MZ       | U        | S        | tým       | MZ       | U        | S        | tým           | MZ       | U        | S        | tým         | MZ       | U        | S        |
| ------- | -------------- | -------- | -------- | -------- | --------- | -------- | -------- | -------- | ------------- | -------- | -------- | -------- | ----------- | -------- | -------- | -------- |
| A       | Kanada         | 3–0      | 8–1      | 16–4     | Itálie    | 2–1      | 5–4      | 12–11    | Chile         | 1–2      | 4–5      | 11–11    | Švédsko     | 0–3      | 1–8      | 4–17     |
| B       | Velká Británie | 3–0      | 6–3      | 13–11    | Austrálie | 2–1      | 6–3      | 14–6     | Francie       | 1–2      | 5–4      | 12–10    | Švýcarsko   | 0–3      | 1–8      | 4–16     |
| C       | Česko          | 3–0      | 9–0      | 18–4     | Srbsko    | 2–1      | 6–3      | 13–8     | Španělsko     | 1–2      | 2–7      | 6–14     | Jižní Korea | 0–3      | 1–8      | 6–17     |
| D       | Nizozemsko     | 2–1      | 5–4      | 13–11    | Finsko    | 2–1      | 6–3      | 13–9     | Spojené státy | 1–2      | 3–6      | 9–14     | Chorvatsko  | 1–2      | 4–5      | 11–12    |

### Vyřazovací fáze
- Místo konání: Martin Carpena Arena / Malaga
- Datum: 21.–26. listopadu 2023
- Povrch: tvrdý (hala)
- Formát: Družstva z prvních dvou míst čtyř základních skupin postoupila do čtvrtfinále, od nějž závěrečný turnaj probíhal vyřazovacím systémem.

|  | Čtvrtfinále           | Čtvrtfinále           | Čtvrtfinále           |                       |                       | Semifinále            | Semifinále            | Semifinále            |                       |                       | Finále                | Finále                | Finále                |                       |                       |
|  |                       |                       |                       |                       |                       |                       |                       |                       |                       |                       |                       |                       |                       |                       |                       |
|  | 21. listopadu, Malaga |                       |                       |                       |                       |                       |                       |                       |                       |                       |                       |                       |                       |                       |                       |
|  |                       | Kanada                | 1                     |                       |                       |                       |                       |                       |                       |                       |                       |                       |                       |                       |                       |
|  |                       | Finsko                | 2                     |                       |                       | 24. listopadu, Malaga | 24. listopadu, Malaga | 24. listopadu, Malaga | 24. listopadu, Malaga | 24. listopadu, Malaga |                       |                       |                       |                       |                       |
|  |                       |                       |                       |                       |                       | Finsko                | 0                     |                       |                       |                       |                       |                       |                       |                       |                       |
|  | 22. listopadu, Malaga | 22. listopadu, Malaga | 22. listopadu, Malaga | 22. listopadu, Malaga |                       |                       | Austrálie             | 2                     |                       |                       |                       |                       |                       |                       |                       |
|  |                       | Česko                 | 1                     |                       |                       |                       |                       |                       |                       |                       |                       |                       |                       |                       |                       |
|  |                       | Austrálie             | 2                     |                       |                       |                       |                       |                       |                       |                       | 26. listopadu, Malaga | 26. listopadu, Malaga | 26. listopadu, Malaga | 26. listopadu, Malaga | 26. listopadu, Malaga |
|  |                       |                       |                       |                       |                       |                       |                       |                       |                       |                       |                       | Austrálie             | 0                     |                       |                       |
|  | 23. listopadu, Malaga | 23. listopadu, Malaga | 23. listopadu, Malaga | 23. listopadu, Malaga | 23. listopadu, Malaga |                       |                       |                       |                       |                       |                       | Itálie                | 2                     |                       |                       |
|  |                       | Itálie                | 2                     |                       |                       |                       |                       |                       |                       |                       |                       |                       |                       |                       |                       |
|  |                       | Nizozemsko            | 1                     |                       |                       | 25. listopadu, Malaga | 25. listopadu, Malaga | 25. listopadu, Malaga | 25. listopadu, Malaga | 25. listopadu, Malaga |                       |                       |                       |                       |                       |
|  |                       |                       |                       |                       |                       | Itálie                | 2                     |                       |                       |                       |                       |                       |                       |                       |                       |
|  | 23. listopadu, Malaga | 23. listopadu, Malaga | 23. listopadu, Malaga | 23. listopadu, Malaga |                       |                       | Srbsko                | 1                     |                       |                       |                       |                       |                       |                       |                       |
|  |                       | Srbsko                | 2                     |                       |                       |                       |                       |                       |                       |                       |                       |                       |                       |                       |                       |
|  |                       | Velká Británie        | 0                     |                       |                       |                       |                       |                       |                       |                       |                       |                       |                       |                       |                       |

#### Finále: Austrálie vs. Itálie
| | Austrálie | 0 :                                                         | 2   | Itálie |     |            |
| --- | --- | ----------------------------------------------------------- | --- | ------ | --- | ---------- |
| Martin Carpena Arena, Malaga 26. listopadu 2023, 16:00 SEČ tvrdý (hala) | |                                                             |     |        |     |            |
| \| \| \| \| 1. \| 2. \| 3. \| \| \| ----------- \| ------------------------------------------------------------------------------------------------------------------------------------------------------------------------------------------------------------------------------------------------------------------------------------------------------------------------------------------------------------------------------------------------ \| ----------------------------------------------------------- \| --- \| --- \| --- \| ---------- \| \| 1. \| \| Alexei Popyrin Matteo Arnaldi \| 5 7 \| 6 2 \| 4 6 \| \| \| 2. \| \| Alex de Minaur Jannik Sinner \| 3 6 \| 0 6 \| \| \| \| 3. \| \| Matthew Ebden / Max Purcell Simone Bolelli / Lorenzo Sonego \| \| \| \| nehrálo se \| \| \| \| \| \| \| \| \| \| \| \| \| \| \| \| \| \| \| \| \| \| \| \| \| \| Podrobnosti \| \| \| \| \| \| \| \| \| Předchozí poměr vzájemných zápasů mezi Austrálií a Itálií činil 8:4. Poprvé vyhráli Italové v roce 1928 a naposledy Australané ve čtvrtfinále Světové skupiny 1993. Austrálie získala mezi lety 1907–2003 dvacet osm trofejí. Porážkou obhájila finálovou účast z roku 2022.Itále vyhrála druhý titul v osmém finále, jímž navázala na titul z roku 1976. Finále si zahrála poprvé od roku 1998. \| \| \| \| \| \| | |                                                             |     |        |     |            |
| | |                                                             | 1.  | 2.     | 3.  |            |
| 1. | | Alexei Popyrin Matteo Arnaldi                               | 5 7 | 6 2    | 4 6 |            |
| 2. | | Alex de Minaur Jannik Sinner                                | 3 6 | 0 6    |     |            |
| 3. | | Matthew Ebden / Max Purcell Simone Bolelli / Lorenzo Sonego |     |        |     | nehrálo se |
| | |                                                             |     |        |     |            |
| | |                                                             |     |        |     |            |
| | |                                                             |     |        |     |            |
| Podrobnosti | |                                                             |     |        |     |            |
| | Předchozí poměr vzájemných zápasů mezi Austrálií a Itálií činil 8:4. Poprvé vyhráli Italové v roce 1928 a naposledy Australané ve čtvrtfinále Světové skupiny 1993. Austrálie získala mezi lety 1907–2003 dvacet osm trofejí. Porážkou obhájila finálovou účast z roku 2022.Itále vyhrála druhý titul v osmém finále, jímž navázala na titul z roku 1976. Finále si zahrála poprvé od roku 1998. |                                                             |     |        |     |            |

### Kvalifikační kolo
Kvalifikační kolo proběhlo 3.–5. února 2023. Nastoupilo do něj dvacet čtyři družstev, které vytvořily dvanáct párů. Jednotlivé dvojice odehrály vzájemná mezistátní utkání. Dvanáct vítězů postoupilo do zářijové skupinové fáze finále 2023. Na dvanáct poražených čekala účast v 1. světové skupině 2023.
Kvalifikační kolo odehrálo 24 týmů:
- 12 týmů z 3.–16. místa finále 2022 (Itálie a Španělsko obdržely divokou kartu do finále)
- 12 vítězů 1. světové skupiny 2022

| Nasazené týmy 1. Chorvatsko (1.) 2. Francie (3.) 3. Spojené státy (5.) 4. Německo (6.) 5. Velká Británie (9.) 6. Srbsko (10.) 7. Kazachstán (11.) 8. Belgie (12.) 9. Švédsko (13.) 10. Nizozemsko (14.) 11. Argentina (15.) 12. Česko (17.) | Nenasazené týmy - Rakousko (18.) - Kolumbie (19.) - Chile (21.) - Jižní Korea (22.) - Maďarsko (24.) - Slovensko (27.) - Finsko (28.) - Bosna a Hercegovina (29.) - Uzbekistán (30.) - Norsko (31.) - Portugalsko (33.) - Švýcarsko (40.) |

Žebříček ITF k 28. listopadu 2022.
| Kvalifikační kolo – 3.–4. a 4.–5. února 2023 | Kvalifikační kolo – 3.–4. a 4.–5. února 2023 | Kvalifikační kolo – 3.–4. a 4.–5. února 2023 | Kvalifikační kolo – 3.–4. a 4.–5. února 2023 | Kvalifikační kolo – 3.–4. a 4.–5. února 2023 | Kvalifikační kolo – 3.–4. a 4.–5. února 2023 | Kvalifikační kolo – 3.–4. a 4.–5. února 2023 |
| Domácí                                       | výsledek                                     | hosté                                        | místo konání                                 | areál / hala                                 | povrch                                       |                                              |
| -------------------------------------------- | -------------------------------------------- | -------------------------------------------- | -------------------------------------------- | -------------------------------------------- | -------------------------------------------- | -------------------------------------------- |
| Chorvatsko [1]                               | 3–1                                          | Rakousko                                     | Rijeka                                       | Centar Zamet                                 | tvrdý (hala)                                 |                                              |
| Maďarsko                                     | 2–3                                          | Francie [2]                                  | Tatabánya                                    | Multifunctional Arena                        | tvrdý (hala)                                 |                                              |
| Uzbekistán                                   | 0–4                                          | Spojené státy [3]                            | Taškent                                      | Olympijská tenisová škola                    | tvrdý (hala)                                 |                                              |
| Německo [4]                                  | 2–3                                          | Švýcarsko                                    | Trevír                                       | Trier Arena                                  | tvrdý (hala)                                 |                                              |
| Kolumbie                                     | 1–3                                          | Velká Británie [5]                           | Cota                                         | Pueblo Viejo Country Club                    | antuka (hala)                                |                                              |
| Norsko                                       | 0–4                                          | Srbsko [6]                                   | Oslo                                         | Oslo Tennisarena                             | tvrdý (hala)                                 |                                              |
| Chile                                        | 3–1                                          | Kazachstán [7]                               | La Serena                                    | Campus Trentino                              | antuka                                       |                                              |
| Jižní Korea                                  | 3–2                                          | Belgie [8]                                   | Soul                                         | Olympijské tenisové centrum                  | tvrdý (hala)                                 |                                              |
| Švédsko [9]                                  | 3–1                                          | Bosna a Hercegovina                          | Stockholm                                    | Royal Tennis Hall                            | tvrdý (hala)                                 |                                              |
| Nizozemsko [10]                              | 4–0                                          | Slovensko                                    | Groningen                                    | MartiniPlaza                                 | tvrdý (hala)                                 |                                              |
| Finsko                                       | 3–1                                          | Argentina [11]                               | Espoo                                        | Espoo Metro Areena                           | tvrdý (hala)                                 |                                              |
| Portugalsko                                  | 1–3                                          | Česko [12]                                   | Maia                                         | Complexo Municipal de Ténis                  | antuka (hala)                                |                                              |

## 1. světová skupina
Zápasy 1. světové skupiny se konaly mezi 15.–16., respektive 16.–17. zářím 2023. Nastoupilo do nich dvacet čtyři družstev, které vytvořily dvanáct párů. Dvoudenní vzájemná mezistátní utkání se konala ve formátu domácího a hostujícího týmu do tři vítězných bodů (čtyři dvouhry a čtyřhra). Vítězové postoupili do  kvalifikačního kola 2024 a na poražené čekala účast v baráži 1. světové skupiny 2024.
1. světovou skupinu hrálo dvacet čtyři týmů:
- 12 poražených týmů z kvalifikačního kola 2023
- 12 vítězných týmů z baráže 1. světové skupiny 2023

| Nasazené týmy 1. Německo (5.) 2. Kazachstán (14.) 3. Belgie (16.) 4. Argentina (18.) 5. Kolumbie (19.) 6. Maďarsko (22.) 7. Japonsko (23.) 8. Rakousko (24.) 9. Slovensko (25.) 10. Norsko (26.) 11. Rumunsko (27.) 12. Brazílie (28.) | Nenasazené týmy - Bosna a Hercegovina (29.) - Portugalsko (30.) - Izrael (31.) - Uzbekistán (33.) - Peru (34.) - Turecko (35.) - Ukrajina (36.) - Tchaj-wan (37.) - Dánsko (38.) - Litva (39.) - Bulharsko (41.) - Řecko (42.) |

Žebříček ITF  k 6. únoru 2023.
| 1. světová skupina – 15.–16. a 16.–17. září 2023 | 1. světová skupina – 15.–16. a 16.–17. září 2023 | 1. světová skupina – 15.–16. a 16.–17. září 2023 | 1. světová skupina – 15.–16. a 16.–17. září 2023 | 1. světová skupina – 15.–16. a 16.–17. září 2023 | 1. světová skupina – 15.–16. a 16.–17. září 2023 | 1. světová skupina – 15.–16. a 16.–17. září 2023 |
| Domácí                                           | výsledek                                         | hosté                                            | místo konání                                     | areál / hala                                     | povrch                                           |                                                  |
| ------------------------------------------------ | ------------------------------------------------ | ------------------------------------------------ | ------------------------------------------------ | ------------------------------------------------ | ------------------------------------------------ | ------------------------------------------------ |
| Bosna a Hercegovina                              | 0–4                                              | Německo [1]                                      | Mostar                                           | Tennis Club                                      | antuka                                           |                                                  |
| Bulharsko                                        | 1–3                                              | Kazachstán [2]                                   | Sofie                                            | Národní tenisové centrum                         | antuka                                           |                                                  |
| Belgie [3]                                       | 3–1                                              | Uzbekistán                                       | Hasselt                                          | Sporthal Alverberg                               | tvrdý (hala)                                     |                                                  |
| Argentina [4]                                    | 4–0                                              | Litva                                            | Buenos Aires                                     | Lawn Tennis Club                                 | antuka                                           |                                                  |
| Ukrajina                                         | 3–2                                              | Kolumbie [5]                                     | Kaspi (Gruzie)                                   | Tenisový klub Garikula                           | tvrdý                                            |                                                  |
| Maďarsko [6]                                     | 4–0                                              | Turecko                                          | Keszthely                                        | Helikon Teniszcentrum                            | antuka                                           |                                                  |
| Izrael                                           | 3–2                                              | Japonsko [7]                                     | Tel Aviv                                         | Shlomo Group Arena                               | tvrdý (hala)                                     |                                                  |
| Rakousko [8]                                     | 1–3                                              | Portugalsko                                      | Schwechat                                        | Multiversum                                      | tvrdý (hala)                                     |                                                  |
| Řecko                                            | 1–3                                              | Slovensko [9]                                    | Athény                                           | Panathenaic Stadium                              | tvrdý                                            |                                                  |
| Peru                                             | 4–1                                              | Norsko [10]                                      | Lima                                             | Lawn Tennis de la Exposición                     | antuka                                           |                                                  |
| Rumunsko [11]                                    | 1–3                                              | Tchaj-wan                                        | Mamaia                                           | Tennis Club IDU                                  | antuka                                           |                                                  |
| Dánsko                                           | 1–3                                              | Brazílie [12]                                    | Hillerød                                         | Royal Stage                                      | tvrdý (hala)                                     |                                                  |

### Baráž
Baráž 1. světové skupiny se konala 3. až 5. února 2023. Nastoupilo do ní dvacet čtyři družstev, které vytvořily dvanáct párů. Jednotlivé dvojice odehrály dvoudenní vzájemná mezistátní utkání ve formátu na tři vítězné body (čtyři dvouhry a čtyřhra). Jeden z členů dvojice hostil duel na domácí půdě. Vítězové postoupili do zářijové 1. světové skupiny 2023 a na poražené čekala účast ve 2. světové skupině 2023 hrané také v září.
Baráže 1. světové skupiny se zúčastnilo dvacet čtyři týmů:
- 12 poražených týmů z 1. světové skupiny 2022
- 12 vítězných týmů z 2. světové skupiny 2022

| Nasazené týmy 1. Japonsko (20.) 2. Ekvádor (23.) 3. Brazílie (25.) 4. Indie (26.) 5. Rumunsko (32.) 6. Izrael (34.) 7. Peru (35.) 8. Mexiko (36.) 9. Ukrajina (37.) 10. Turecko (38.) 11. Pákistán (39.) 12. Nový Zéland (41.) | Nenasazené týmy - Libanon (43.) - Litva (44.) - Dánsko (45.) - Tchaj-wan (47.) - Slovinsko (48.) - Polsko (49.) - Řecko (51.) - Lotyšsko (55.) - Bulharsko (56.) - Irsko (63.) - Čína (70.) - Thajsko (72.) |

Žebříček ITF k 28. listopadu 2022.
| Baráž 1. světové skupiny – 3.–4. a 4.–5. února 2023 | Baráž 1. světové skupiny – 3.–4. a 4.–5. února 2023 | Baráž 1. světové skupiny – 3.–4. a 4.–5. února 2023 | Baráž 1. světové skupiny – 3.–4. a 4.–5. února 2023 | Baráž 1. světové skupiny – 3.–4. a 4.–5. února 2023 | Baráž 1. světové skupiny – 3.–4. a 4.–5. února 2023 | Baráž 1. světové skupiny – 3.–4. a 4.–5. února 2023 |
| Domácí                                              | výsledek                                            | hosté                                               | místo konání                                        | areál / hala                                        | povrch                                              |                                                     |
| --------------------------------------------------- | --------------------------------------------------- | --------------------------------------------------- | --------------------------------------------------- | --------------------------------------------------- | --------------------------------------------------- | --------------------------------------------------- |
| Japonsko [1]                                        | 4–0                                                 | Polsko                                              | Miki                                                | Bourbon Beans Dome                                  | tvrdý (hala)                                        |                                                     |
| Řecko                                               | 3–1                                                 | Ekvádor [2]                                         | Athény                                              | Olympiakó Athlitikó Kéntro Athinón                  | tvrdý (hala)                                        |                                                     |
| Brazílie [3]                                        | 4–0                                                 | Čína                                                | Florianópolis                                       | Estadio Guga Kuerten                                | antuka                                              |                                                     |
| Dánsko                                              | 3–2                                                 | Indie [4]                                           | Hillerød                                            | Royal Stage                                         | tvrdý (hala)                                        |                                                     |
| Thajsko                                             | 2–3                                                 | Rumunsko [5]                                        | Nonthaburi                                          | Lawn Tennis Association                             | tvrdý                                               |                                                     |
| Lotyšsko                                            | 2–3                                                 | Izrael [6]                                          | Riga                                                | Aréna Riga                                          | tvrdý (hala)                                        |                                                     |
| Peru [7]                                            | 4–0                                                 | Irsko                                               | Lima                                                | Estadio Asia                                        | antuka                                              |                                                     |
| Mexiko [8]                                          | 1–3                                                 | Tchaj-wan                                           | Metepec                                             | Club Deportivo la Asunción                          | tvrdý                                               |                                                     |
| Ukrajina [9]                                        | 3–1                                                 | Libanon                                             | Lešno (Polsko)                                      | Leszno Tennis Club                                  | tvrdý (hala)                                        |                                                     |
| Turecko [10]                                        | 4–0                                                 | Slovinsko                                           | Istanbul                                            | Enka Spor Kulübü                                    | tvrdý (hala)                                        |                                                     |
| Litva                                               | 4–0                                                 | Pákistán [11]                                       | Vilnius                                             | SEB Arena                                           | tvrdý (hala)                                        |                                                     |
| Nový Zéland [12]                                    | 1–3                                                 | Bulharsko                                           | Christchurch                                        | Wilding Park                                        | tvrdý                                               |                                                     |

## 2. světová skupina
2. světová skupina probíhala mezi 15.–16. , respektive 16.–17. zářím 2023. Nastoupilo do ni dvacet čtyři družstev, která vytvořila dvanáct párů. Dvoudenní vzájemná mezistátní utkání se konala ve formátu domácího a hostujícího týmu do tři vítězných bodů (čtyři dvouhry a čtyřhra). Vítězové postoupili do baráže 1. světové skupiny 2024 a na poražené čekala účast v baráži 2. světové skupiny 2024.
2. světovou skupinu hrálo dvacet čtyři týmů:
- 12 poražených týmů z baráže 1. světové skupiny 2023
- 12 vítězných týmů z baráže 2. světové skupiny 2023

| Nasazené týmy 1. Ekvádor (32.) 2. Indie (40.) 3. Nový Zéland (43.) 4. Mexiko (44.) 5. Pákistán (45.) 6. Uruguay (45.) 7. Libanon (47.) 8. Slovinsko (48.) 9. Tunisko (49.) 10. Salvador (50.) 11. Hongkong (51.) 12. Polsko (52.) | Nenasazené týmy - Lotyšsko (53.) - Barbados (54.) - Maroko (55.) - Indonésie (56.) - Irsko (57.) - Egypt (58.) - Monako (59.) - Jamajka (60.) - Čína (61.) - Gruzie (62.) - Thajsko (63.) - Lucembursko (65.) |

Žebříček ITF k 6. únoru 2023.
| 2. světová skupina – 15.–16. a 16.–17. září 2023 | 2. světová skupina – 15.–16. a 16.–17. září 2023 | 2. světová skupina – 15.–16. a 16.–17. září 2023 | 2. světová skupina – 15.–16. a 16.–17. září 2023 | 2. světová skupina – 15.–16. a 16.–17. září 2023 | 2. světová skupina – 15.–16. a 16.–17. září 2023 | 2. světová skupina – 15.–16. a 16.–17. září 2023 |
| Domácí                                           | výsledek                                         | hosté                                            | místo konání                                     | areál / hala                                     | povrch                                           |                                                  |
| ------------------------------------------------ | ------------------------------------------------ | ------------------------------------------------ | ------------------------------------------------ | ------------------------------------------------ | ------------------------------------------------ | ------------------------------------------------ |
| Monako                                           | 1–3                                              | Ekvádor [1]                                      | Roquebrune-Cap-Martin                            | Monte Carlo Country Club                         | antuka                                           |                                                  |
| Indie [2]                                        | 4–1                                              | Maroko                                           | Lakhnaú                                          | Mini Stadium                                     | tvrdý                                            |                                                  |
| Nový Zéland [3]                                  | 3–1                                              | Thajsko                                          | Invercargill                                     | ILT Stadium Southland                            | tvrdý (hala)                                     |                                                  |
| Mexiko [4]                                       | 3–1                                              | Čína                                             | Mérida                                           | Lorenzo Molina Casares                           | antuka                                           |                                                  |
| Pákistán [5]                                     | 5–0                                              | Indonésie                                        | Islámábád                                        | Pákistánský sportovní komplex                    | tráva                                            |                                                  |
| Uruguay [6]                                      | 1–3                                              | Egypt                                            | Montevideo                                       | Carrasco Lawn Tennis Club                        | antuka                                           |                                                  |
| Libanon [7]                                      | 4–0                                              | Jamajka                                          | Bejrút                                           | Automobile and Touring Club of Lebanon           | antuka                                           |                                                  |
| Slovinsko [8]                                    | 2–3                                              | Lucembursko                                      | Lublaň                                           | Tenis Center Tivoli                              | antuka                                           |                                                  |
| Gruzie                                           | 3–1                                              | Tunisko [9]                                      | Kaspi                                            | Tenisový klub Garikula                           | tvrdý                                            |                                                  |
| Salvador [10]                                    | 1–4                                              | Irsko                                            | Sonsonate                                        | Complejo de Tenis                                | antuka                                           |                                                  |
| Hongkong [11]                                    | 2–3                                              | Lotyšsko                                         | Hongkong                                         | Victoria Park Tennis Stadium                     | tvrdý                                            |                                                  |
| Polsko [12]                                      | 4–0                                              | Barbados                                         | Grodzisk Mazowiecki                              | Akademia Tenis Kozerki                           | tvrdý                                            |                                                  |

### Baráž
Baráž 2. světové skupiny se konala 2.–5. února 2023 s dvaceti čtyřmi družstvy, které vytvořily dvanáct párů. Dvoudenní vzájemná mezistátní utkání proběhla ve formátu domácího a hostujícího týmu do tři vítězných bodů (čtyři dvouhry a čtyřhra). Vítězové postoupili do zářijové 2. světové skupiny 2023 a na poražené čekala účast ve 3. skupinách kontinentálních zón 2023.
Baráž 2. světové skupiny odehrálo dvacet čtyři týmů:
- 12 poražených týmů z 2. světové skupiny 2022
- 12 vítězných týmů z baráží 3. skupin kontinentálních zón 2022
  - 3 týmy z Evropy
  - 3 týmy z Asie a Oceánie
  - 3 týmy z Ameriky
  - 3 týmy z Afriky

| Nasazené týmy 1. Uruguay (42.) 2. Bolívie (46.) 3. Tunisko (50.) 4. Jižní Afrika (52.) 5. Barbados (53.) 6. Dominikánská republika (54.) 7. Hongkong (57.) 8. Salvador (58.) 9. Estonsko (59.) 10. Egypt (60.) 11. Maroko (61.) 12. Indonésie (62.) | Nenasazené týmy - Paraguay (64.) - Monako (65.) - Venezuela (66.) - Zimbabwe (67.) - Vietnam (68.) - Jamajka (69.) - Pacifická Oceánie (71.) - Gruzie (73.) - Kypr (74.) - Lucembursko (76.) - Jordánsko (77.) - Pobřeží slonoviny (84.) |

Žebříček ITF k 28. listopadu 2022.
| Baráž 1. světové skupiny – 2.–3., 3.–4. a 4.–5. února 2023 | Baráž 1. světové skupiny – 2.–3., 3.–4. a 4.–5. února 2023 | Baráž 1. světové skupiny – 2.–3., 3.–4. a 4.–5. února 2023 | Baráž 1. světové skupiny – 2.–3., 3.–4. a 4.–5. února 2023 | Baráž 1. světové skupiny – 2.–3., 3.–4. a 4.–5. února 2023 | Baráž 1. světové skupiny – 2.–3., 3.–4. a 4.–5. února 2023 | Baráž 1. světové skupiny – 2.–3., 3.–4. a 4.–5. února 2023 |
| Domácí                                                     | výsledek                                                   | hosté                                                      | místo konání                                               | areál / hala                                               | povrch                                                     |                                                            |
| ---------------------------------------------------------- | ---------------------------------------------------------- | ---------------------------------------------------------- | ---------------------------------------------------------- | ---------------------------------------------------------- | ---------------------------------------------------------- | ---------------------------------------------------------- |
| Zimbabwe                                                   | 2–2                                                        | Uruguay [1]                                                | Harare                                                     | Harare Sports Club                                         | tvrdý                                                      |                                                            |
| Gruzie                                                     | 4–0                                                        | Bolívie [2]                                                | Lešno (Polsko)                                             | Leszno Tennis Club                                         | tvrdý (hala)                                               |                                                            |
| Tunisko [3]                                                | 3–2                                                        | Kypr                                                       | Tunis                                                      | Cité Nationale Sportive El Menzah                          | tvrdý                                                      |                                                            |
| Lucembursko                                                | 4–1                                                        | Jižní Afrika [4]                                           | Esch-sur-Alzette                                           | Centre National de Tennis                                  | tvrdý (hala)                                               |                                                            |
| Barbados [5]                                               | 3–2                                                        | Pacifická Oceánie                                          | Bridgetown                                                 | National Tennis Centre                                     | tvrdý                                                      |                                                            |
| Monako                                                     | 4–0                                                        | Dominikánská republika [6]                                 | Roquebrune-Cap-Martin (Francie)                            | Monte Carlo Country Club                                   | antuka                                                     |                                                            |
| Venezuela                                                  | 1–3                                                        | Hongkong [7]                                               | Puerto Cabello                                             | Centro Nacional de Tenis                                   | tvrdý                                                      |                                                            |
| Jordánsko                                                  | 1–3                                                        | Salvador [8]                                               | Ammán                                                      | Jordan Tennis Federation Courts                            | tvrdý (hala)                                               |                                                            |
| Jamajka                                                    | 3–2                                                        | Estonsko [9]                                               | Kingston                                                   | Eric Bell National Tennis Centre                           | tvrdý                                                      |                                                            |
| Egypt [10]                                                 | 3–2                                                        | Paraguay                                                   | Káhira                                                     | Gezira Sporting Club                                       | antuka                                                     |                                                            |
| Pobřeží slonoviny                                          | 1–3                                                        | Maroko [11]                                                | Abidžan                                                    | Le Central Tennis Club                                     | tvrdý                                                      |                                                            |
| Vietnam                                                    | 2–3                                                        | Indonésie [12]                                             | Từ Sơn                                                     | Hanaka Paris Ocean Park                                    | tvrdý                                                      |                                                            |

## 3. skupina
Týmy z prvních tří míst každé kontinentální zóny ve 3. skupině postoupiily do baráže 2. světové skupiny 2024. Družstva na posledních dvou místech v každé zóně sestoupila do 4. skupiny 2024.

### Americká zóna
- Místo konání: Club Internacional de Tenis, Asunción, Paraguay (antuka)
- Datum: 19.–24. června 2023[16]

#### Účastníci
- Bahamy
- Bermudy
- Bolívie
- Kostarika
- Dominikánská republika
- Honduras
- Panama
- Paraguay
- Venezuela

Výsledek
- Paraguay, Bolívie a Kostarika postoupily do baráže 2. světové skupiny 2024
- Panama a Honduras sestoupily do 4. skupiny americké zóny 2024

### Zóna Asie a Oceánie
- Místo konání: Sri Lanka Tennis Association Courts, Kolombo, Srí Lanka (antuka)
- Datum: 26.–29. července 2023[17]

#### Účastníci
- Kambodža
- Írán
- Jordánsko
- Malajsie
- Pacifická Oceánie
- Saúdská Arábie
- Srí Lanka
- Vietnam

Výsledek
- Írán, Pacifická Oceánie a Vietnam postoupily do baráže 2. světové skupiny 2024
- Kambodža a Srí Lanka sestoupily do 4. skupiny zóny Asie a Oceánie 2024

### Zóna Evropy
- Místo konání: Herodotou Tennis Academy, Larnaka, Kypr (tvrdý)
- Datum: 14.–17. června 2023[18]

#### Účastníci
- Kypr
- Estonsko
- Malta
- Moldavsko
- Černá Hora
- Severní Makedonie
- San Marino

Výsledek
- Estonsko, Moldavsko a Kypr postoupily do baráže 2. světové skupiny 2024
- San Marino a Malta sestoupily do 4. skupiny evropské zóny 2024

### Zóna Afriky
- Místo konání: Pretorijská univerzita, Pretorie, Jihoafrická republika (tvrdý)
- Datum: 9.–12. srpna 2023[19]

#### Účastníci
- Alžírsko
- Benin
- Pobřeží slonoviny
- Namibie
- Jižní Afrika
- Senegal
- Togo
- Zimbabwe

Výsledek
- Jihoafrická republika, Zimbabwe a Togo postoupily do baráže 2. světové skupiny 2024
- Alžírsko a Senegal sestoupily do 4. skupiny zóny Afriky 2024

## 4. skupina
Týmy z prvních dvou míst každé kontinentální zóny ve 4. skupině postoupily do 3. skupiny odpovídající zóny v roce 2024. Družstva na posledních dvou místech v asijsko-oceánské a africké zóně sestoupila do 5. skupiny odpovídajících zón v roce 2024.

### Americká zóna
- Místo konání: National Racquet Sports Centre, Tacarigua, Trinidad a Tobago (tvrdý)
- Datum: 31. července – 5. srpna 2023[20]

#### Účastníci
- Antigua a Barbuda
- Aruba
- Kuba
- Guatemala
- Haiti
- Nikaragua
- Portoriko
- Trinidad a Tobago
- Americké Panenské ostrovy

Výsledek
- Guatemala a Portoriko postoupily do 3. skupiny americké zóny 2024

### Zóna Asie a Oceánie
- Místo konání: Tenisová akademie Megasaray, Antalya, Turecko
- Datum: 18.–21. října 2023[21]

#### Účastníci
- Guam
- Irák
- Kuvajt
- Kyrgyzstán
- Singapur
- Sýrie
- Turkmenistán
- Spojené arabské emiráty

Výsledek
- Sýrie a Singapur postoupily do 3. skupiny zóny Asie a Oceánie 2024
- Turkmenistán a Guam sestoupily do 5. skupiny zóny Asie a Oceánie 2024

### Zóna Evropy
- Místo konání: Tennis Club Bellevue, Ulcinj, Černá Hora (antuka)
- Datum: 26.–29. července 2023[22]

#### Účastníci
- Albánie
- Andorra
- Arménie
- Ázerbájdžán
- Island
- Kosovo
- Lichtenštejnsko

Výsledek
- Kosovo a Ázerbájdžán postoupily do 3. skupiny evropské zóny 2024

### Zóna Afriky
- Místo konání: Ecology Tennis Club, Kigali, Rwanda (antuka)
- Datum: 26.–29. července 2023[23]

#### Účastníci
- Angola
- Botswana
- Kamerun
- Ghana
- Keňa
- Mosambik
- Nigérie
- Rwanda

Výsledek
- Ghana a Nigérie postoupily do 3. skupiny zóny Afriky 2024
- Mosambik a Botwana sestoupily do 5. skupiny zóny Afriky 2024

## 5. skupina
Poprvé v historii Davisova poháru byla zavedena 5. skupina. Týmy z prvních dvou míst asijsko-oceánské a africké kontinentální zóny 5. skupiny posupoupily do odpovídajících zón 4. skupiny v roce 2024. 

### Zóna Asie a Oceánie
- Místo konání: Polytechnická univerzita, Madinat 'Isa, Bahrajn (tvrdý)
- Datum: 25.–28. října 2023[24]

#### Účastníci
- Bahrajn
- Bangladéš
- Bhútán
- Brunej
- Laos
- Macao
- Maledivy
- Mongolsko
- Myanmar
- Nepál
- Katar
- Tádžikistán
- Jemen

Výsledek
- Myanmar a Katar postoupily do 4. skupiny zóny Asie a Oceánie 2024

### Zóna Afriky
- Místo konání: Cercle de Kinshasa, Kinshasa, Demokratická republika Kongo (antuka)
- Datum: 21.–24. června 2023[25]

#### Účastníci
- Burundi
- Kongo
- Konžská DR
- Džibutsko
- Etiopie
- Gabon
- Lesotho
- Madagaskar
- Mauricius
- Seychely
- Tanzanie
- Uganda

Výsledek
- Burundi a Demokratická republika Kongo postoupily do 4. skupiny zóny Afriky 2024